# 第69回全日本大学バスケットボール選手権大会
第69回全日本大学バスケットボール選手権大会（だい69かい ぜんにほんだいがくバスケットボールせんしゅけんたいかい）は、2017年11月20日から26日（男子）ならびに11月28日から12月3日（女子）まで東京都渋谷区、港区、大田区、世田谷区（男子）ならびに宮城県仙台市（女子）で行われていた全日本大学バスケットボール選手権大会。

## 日程
男子
- 11月20日 - 男子1回戦
- 11月21日 - 男子2回戦
- 11月22日 - 男子2回戦
- 11月23日 - 男子準々決勝
- 11月25日 - 男子5〜8位決定戦・男子準決勝
- 11月26日 - 男子順位決定戦・男子決勝・男子閉会式

女子
- 11月28日 - 女子1回戦
- 11月29日 - 女子1回戦
- 11月30日 - 女子2回戦
- 12月1日 - 女子準々決勝
- 12月2日 - 女子5〜8位決定戦・女子準決勝
- 12月3日 - 女子順位決定戦・女子決勝・女子閉会式

## 会場
男子
- 大田区総合体育館
- 港区スポーツセンター
- 青山学院大学青山キャンパス体育館
- 日本体育大学世田谷キャンパス体育館

女子
- カメイアリーナ仙台
- 東北学院大学泉キャンパス体育館

## 出場校

### 男子
北海道・東北
- 北海道1位 東海大学札幌（3年連続5回目）
- 北海道2位 北海道教育大学岩見沢校（3年ぶり7回目）
- 東北1位 岩手大学（2年ぶり13回目）
- 東北2位 東北学院大学（2年連続50回目）

関東
- 関東1位 拓殖大学（9年連続45回目）
- 関東2位 専修大学（33年連続52回目）
- 関東3位 大東文化大学（2年連続25回目）
- 関東4位 青山学院大学（35年連続41回目）
- 関東5位 筑波大学（69年連続69回目）
- 関東6位 白鷗大学（7年連続9回目）
- 関東7位 明治大学（24年連続64回目）
- 関東8位 早稲田大学（3年連続61回目）
- 関東9位 東海大学（18年連続25回目）
- 関東10位 日本大学（3年連続64回目）
- 関東11位 中央大学（4年ぶり56回目）
- 関東12位 神奈川大学（14年ぶり3回目）

北信越・東海
- 北信越1位 新潟経営大学（3年連続11回目）
- 北信越2位 富山大学（2年連続8回目）
- 東海1位 中京大学（2年ぶり52回目）
- 東海2位 名古屋学院大学（3年連続6回目）
- 東海3位 静岡産業大学（初出場）

近畿
- 関西1位 京都産業大学（3年連続44回目）
- 関西2位 大阪学院大学（6年連続8回目）
- 関西3位 関西学院大学（2年連続37回目）
- 関西4位 近畿大学（2年ぶり51回目）
- 関西5位 大阪体育大学（11年ぶり26回目）

中国・四国
- 中国1位 徳山大学（3年連続12回目）
- 中国2位 広島大学（6年連続24回目）
- 四国1位 松山大学（3年ぶり26回目）

九州
- 九州1位 東海大九州（7年連続16回目）
- 九州2位 日本経済大学（8年連続8回目）
- 九州3位 九州産業大学（2年ぶり38回目）

### 女子
北海道・東北
- 北海道1位 札幌大学（18年連続30回目）
- 北海道2位 北翔大学（4年連続37回目）
- 東北1位 東北学院大学（3年連続31回目）
- 東北2位 福島大学（14年ぶり9回目）
- 東北3位 仙台大学（3年ぶり15回目）

関東
- 関東1位 東京医療保健大学（6年連続6回目）
- 関東2位 早稲田大学（27年連続29回目）
- 関東3位 白鷗大学（22年連続22回目）
- 関東4位 専修大学（34年連続34回目）
- 関東5位 拓殖大学（13年連続17回目）
- 関東6位 筑波大学（63年連続63回目）
- 関東7位 松蔭大学（2年連続15回目）
- 関東8位 日本体育大学（7年連続62回目）
- 関東9位 日本女子体育大学（6年ぶり58回目）
- 関東10位 山梨学院大学（2年ぶり4回目）

北信越
- 北信越1位 北陸大学（初出場）
- 北信越2位 新潟経営大学（2年連続6回目）

東海
- 東海1位 愛知学泉大学（37年連続60回目）
- 東海2位 名古屋学院大学（2年連続2回目）
- 東海3位 桜花学園大学（21年連続23回目）

近畿
- 関西1位 大阪人間科学大学（41年連続41回目）
- 関西2位 大阪体育大学（48年連続48回目）
- 関西3位 立命館大学（6年連続22回目）
- 関西4位 天理大学（4年ぶり35回目）
- 関西5位 武庫川女子大学（33年連続52回目）
- 関西6位 関西学院大学（4年連続7回目）

中国・四国
- 中国1位 広島大学（2年連続37回目）
- 中国2位 倉敷芸術科学大学（2年ぶり4回目）
- 四国1位 四国大学（32年ぶり8回目）

九州
- 九州1位 日本経済大学（2年連続2回目）
- 九州2位 鹿屋体育大学（25年連続30回目）
- 九州3位 東海大学九州（4年連続5回目）

## 試合結果
男子
- O…大田区総合体育館（A・B）
- M…港区スポーツセンター（A・B）
- A…青山学院大学青山キャンパス体育館
- N…日本体育大学世田谷キャンパス体育館

女子
- K…カメイアリーナ仙台（A・B）
- T…東北学院大学泉キャンパス体育館

### 男子
1回戦
| 日時      | OA                          | OB                                    | MA                          | MB                            |
| --------- | --------------------------- | ------------------------------------- | --------------------------- | ----------------------------- |
| 20日11:00 | ー                          | ー                                    | 神奈川大 64 - 55 京都産業大 | 早稲田大 72 - 58 大阪学院大   |
| 20日12:00 | 松山大 53 - 112 青山学院大  | 東海大 83 - 46 広島大                 | ー                          | ー                            |
| 20日12:40 | ー                          | ー                                    | 白鷗大 92 - 68 徳山大       | 東北学院大 51 - 80 新潟経営大 |
| 20日13:40 | 大東文化大 99 - 68 富山大   | 九州産業大 67 - 76 明治大             | ー                          | ー                            |
| 20日14:20 | ー                          | ー                                    | 岩手大 69 - 85 中京大       | 日本大 79 - 58 日本経済大     |
| 20日15:20 | 名古屋学院大 71 - 83 専修大 | 東海大札幌 65 - 78 関西学院大         | ー                          | ー                            |
| 20日16:00 | ー                          | ー                                    | 筑波大 109 - 82 大阪体育大  | 静岡産業大 54 - 85 中央大     |
| 20日17:00 | 拓殖大 81 - 50 近畿大       | 北海道教育大岩見沢 47 - 71 東海大九州 | ー                          | ー                            |

2回戦
| 日時      | O                             |
| --------- | ----------------------------- |
| 21日12:00 | 日本大 60 - 66 神奈川大       |
| 21日13:40 | 白鷗大 82 - 63 中央大         |
| 21日15:20 | 早稲田大 58 - 66 中京大       |
| 21日17:00 | 筑波大 72 - 63 新潟経営大     |
| 22日11:00 | 関西学院大 53 - 67 青山学院大 |
| 22日12:40 | 大東文化大 89 - 71 東海大九州 |
| 22日14:20 | 東海大 77 - 74 専修大         |
| 22日16:00 | 拓殖大 79 - 69 明治大         |

準々決勝
| 日時      | O                         |
| --------- | ------------------------- |
| 23日11:00 | 筑波大 77 - 74 青山学院大 |
| 23日12:40 | 大東文化大 74 - 54 中京大 |
| 23日14:20 | 白鷗大 67 - 62 東海大     |
| 23日16:00 | 拓殖大 70 - 65 神奈川大   |

5～8位決定戦
| 日時      | A                           |
| --------- | --------------------------- |
| 25日12:00 | 中京大 73 - 88 東海大       |
| 25日13:40 | 神奈川大 64 - 70 青山学院大 |

準決勝
| 日時      | A                         |
| --------- | ------------------------- |
| 25日15:20 | 大東文化大 79 - 70 白鷗大 |
| 25日17:00 | 拓殖大 70 - 73 筑波大     |

7位決定戦
| 日時      | N                       |
| --------- | ----------------------- |
| 26日10:00 | 神奈川大 77 - 63 中京大 |

5位決定戦
| 日時      | N                         |
| --------- | ------------------------- |
| 26日11:40 | 青山学院大 70 - 78 東海大 |

3位決定戦
| 日時      | A                     |
| --------- | --------------------- |
| 26日11:00 | 拓殖大 98 - 81 白鷗大 |

決勝
| 日時      | A                         |
| --------- | ------------------------- |
| 26日14:00 | 筑波大 68 - 87 大東文化大 |

### 女子
1回戦
| 日時      | KA                                | KB                                |
| --------- | --------------------------------- | --------------------------------- |
| 28日11:00 | 仙台大 66 - 92 白鷗大             | 桜花学園大 55 - 61 東北学院大     |
| 28日12:40 | 大阪人間科学大 86 - 69 山梨学院大 | 四国大 45 - 137 筑波大            |
| 28日14:20 | 関西学院大 72 - 85 早稲田大       | 日本経済大 80 - 42 新潟経営大     |
| 28日16:00 | 東京医療保健大 111 - 61 福島大    | 倉敷芸術科学大 57 - 80 鹿屋体育大 |
| 29日11:00 | 日本女子体育大 56 - 65 大阪体育大 | 松蔭大 77 - 68 東海大九州         |
| 29日12:40 | 拓殖大 98 - 67 広島大             | 北陸大 60 - 74 立命館大           |
| 29日14:20 | 天理大 66 - 85 専修大             | 名古屋学院大 97 - 69 北翔大       |
| 29日16:00 | 愛知学泉大 108 - 57 武庫川女子大  | 札幌大 43 - 98 日本体育大         |

2回戦
| 日時      | KA                                | KB                              |
| --------- | --------------------------------- | ------------------------------- |
| 30日11:00 | 日本経済大 56 - 74 白鷗大         | 名古屋学院大 48 - 60 大阪体育大 |
| 30日12:40 | 大阪人間科学大 61 - 73 鹿屋体育大 | 拓殖大 103 - 80 日本体育大      |
| 30日14:20 | 東北学院大 51 - 86 早稲田大       | 松蔭大 42 - 72 専修大           |
| 30日16:00 | 東京医療保健大 81 - 58 筑波大     | 愛知学泉大 79 - 62 立命館大     |

準々決勝
| 日時     | K                                 |
| -------- | --------------------------------- |
| 1日11:00 | 愛知学泉大 60 - 72 白鷗大         |
| 1日12:40 | 鹿屋体育大 69 - 64 専修大         |
| 1日14:20 | 拓殖大 75 - 67 早稲田大           |
| 1日16:00 | 東京医療保健大 82 - 58 大阪体育大 |

5～8位決定戦
| 日時     | K                             |
| -------- | ----------------------------- |
| 2日11:00 | 専修大 53 - 65 早稲田大       |
| 2日12:40 | 大阪体育大 59 - 72 愛知学泉大 |

準決勝
| 日時     | K                             |
| -------- | ----------------------------- |
| 2日14:20 | 鹿屋体育大 66 - 93 拓殖大     |
| 2日16:00 | 東京医療保健大 81 - 71 白鷗大 |

7位決定戦
| 日時     | T                         |
| -------- | ------------------------- |
| 3日10:00 | 大阪体育大 54 - 67 専修大 |

5位決定戦
| 日時     | T                           |
| -------- | --------------------------- |
| 3日11:40 | 愛知学泉大 72 - 66 早稲田大 |

3位決定戦
| 日時     | K                         |
| -------- | ------------------------- |
| 3日11:00 | 白鷗大 90 - 56 鹿屋体育大 |

決勝
| 日時     | K                             |
| -------- | ----------------------------- |
| 3日14:00 | 東京医療保健大 96 - 72 拓殖大 |

## 順位
| 順位   | 男子         | 男子   | 女子             | 女子   |
| 順位   | 大学名       | 備考   | 大学名           | 備考   |
| ------ | ------------ | ------ | ---------------- | ------ |
| 優勝   | 大東文化大学 | 初優勝 | 東京医療保健大学 | 初優勝 |
| 準優勝 | 筑波大学     |        | 拓殖大学         |        |
| 3位    | 拓殖大学     |        | 白鷗大学         |        |
| 4位    | 白鷗大学     |        | 鹿屋体育大学     |        |
| 5位    | 東海大学     |        | 愛知学泉大学     |        |
| 6位    | 青山学院大学 |        | 早稲田大学       |        |
| 7位    | 神奈川大学   |        | 専修大学         |        |
| 8位    | 中京大学     |        | 大阪体育大学     |        |

## 表彰
| タイトル     | 男子           | 男子               | 男子                        | 女子                         | 女子                   | 女子                        |
| タイトル     | 選手名         | 所属               | 備考                        | 選手名                       | 所属                   | 備考                        |
| ------------ | -------------- | ------------------ | --------------------------- | ---------------------------- | ---------------------- | --------------------------- |
| 得点王       | ゲイ・ドゥドゥ | 拓殖大№23、1年     | 146点                       | シラ・ソハナ・ファトー・ジャ | 白鷗大№20、1年         | 123点                       |
| 3P王         | ゲイ・ドゥドゥ | 拓殖大№23、1年     | 21本                        | 上田祐季                     | 白鷗大№9、3年          | 13本                        |
| リバウンド王 | ゲイ・ドゥドゥ | 拓殖大№23、1年     | OFF14REB DEF67REB 合計81REB | ロー・ヤシン                 | 拓殖大№23、4年         | OFF21REB DEF44REB 合計65REB |
| アシスト王   | 牧隼利         | 筑波大№88、2年     | 17本                        | 藤田歩                       | 拓殖大№39、1年         | 19本                        |
| 優秀選手     | 熊谷航         | 大東文化大№12、3年 |                             | 王昕                         | 東京医療保健大№7、4年  |                             |
| 優秀選手     | モッチ・ラミン | 大東文化大№15、2年 |                             | 岡田英里                     | 東京医療保健大№14、2年 |                             |
| 優秀選手     | 増田啓介       | 筑波大№11、2年     |                             | ロー・ヤシン                 | 拓殖大№23、4年         |                             |
| 優秀選手     | 阿部諒         | 拓殖大№13、4年     |                             | 星香那恵                     | 白鷗大№4、4年          |                             |
| 優秀選手     | 野崎零也       | 白鷗大№0、4年      |                             | 大串梨沙                     | 鹿屋体育大№3、2年      |                             |
| MIP          | 齋藤拓実       | 明治大№2、4年      |                             | 星香那恵                     | 白鷗大№4、4年          |                             |
| 敢闘賞       | 杉浦佑成       | 筑波大№17、4年     |                             | 水野妃奈乃                   | 拓殖大№35、3年         |                             |
| MVP          | 葛原大智       | 大東文化大№0、4年  |                             | 津村ゆり子                   | 東京医療保健大№25、4年 |                             |